# EMS
A EMS é uma indústria multinacional brasileira de produtos farmacêuticos. Dentre as suas principais especialidades, está a fabricação de medicamentos genéricos. Em 50 anos de atuação no mercado brasileiro, a empresa encontra-se desde 2007 como líder do mercado farmacêutico do Brasil, tanto em faturamento quanto em unidades comercializadas.
Foi eleita pelo Great Place to Work Institute (GPTW) como uma das cem melhores empresas para se trabalhar no Brasil.

## Histórico

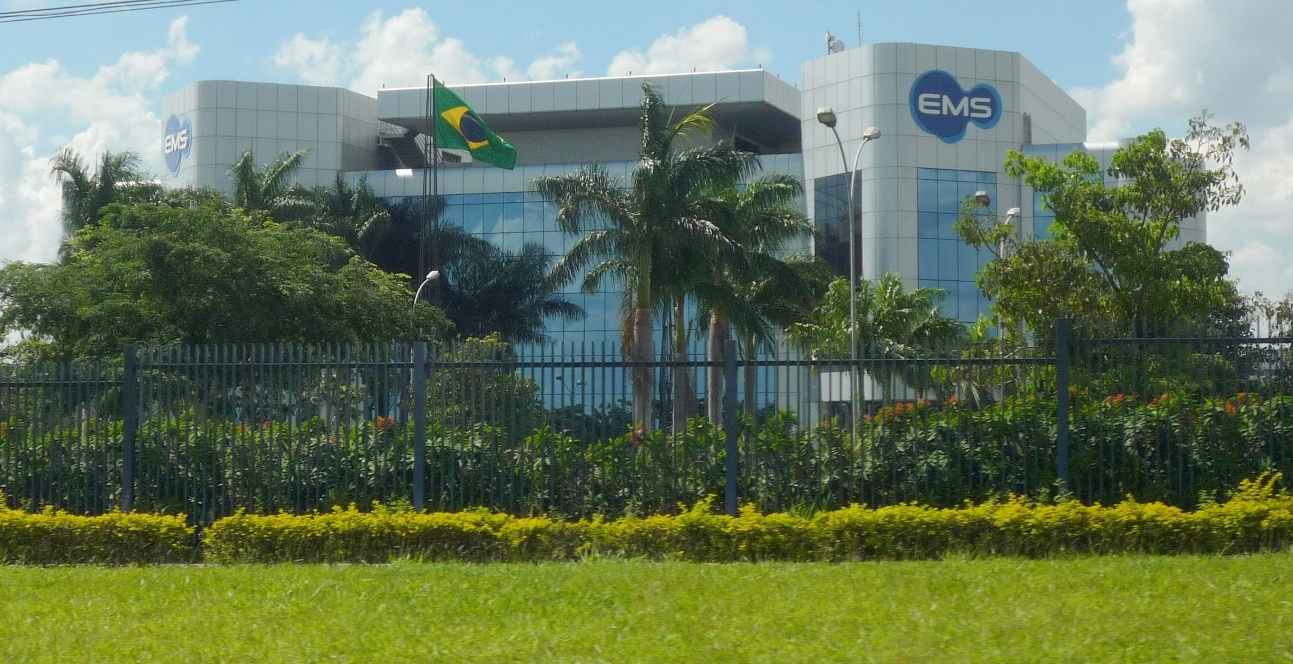
Sede em Hortolândia

Em meados de 1950, quando inaugurou a pequena farmácia Santa Catarina, em Santo André, estado de São Paulo, Emiliano Sanchez deu início à história da indústria farmacêutica EMS. E escreveu outros capítulos, como em 1964, data da construção da primeira fábrica, em São Bernardo do Campo. Estava fundada aí a EMS.
A EMS é a única empresa na América Latina a produzir o medicamento ciclosporina, o qual é destinado a evitar a rejeição de órgãos transplantados. Com um capital 100% brasileiro, o grupo possui duas unidades de produção, localizadas em São Bernardo do Campo e Hortolândia, estado de São Paulo.
A unidade de Hortolândia, na Região Metropolitana de Campinas, é uma das mais modernas da América Latina, construída segundo os padrões estabelecidos pelo FDA. A empresa possui ainda nesta unidade um complexo industrial, que inclui o seu Centro de Pesquisa & Desenvolvimento(P&D).
A EMS faz parte do Grupo NC que é composto pelas empresas EMS, Germed, Legrand, Ofta, U.SK, Nova Química, Brace Pharma e Multilab atuando nos segmentos farma, prescrição médica, genéricos, OTC, produtos de higiene pessoal, pesquisa entre outros. Os produtos desenvolvidos e produzidos pela empresa são comercializados no Brasil e exportados para mais de quarenta países. A empresa também expandiu seus horizontes ao implantar a Brace Pharma nos Estados Unidos.
A EMS ganhou mais notoriedade após começar a investir esforços em sustentabilidade. Em 2011, passou a disponibilizar, para algumas farmácias, de conceituada rede do sul brasileiro, um equipamento de coleta de medicamentos, chamado de ECOMED. O equipamento, que foi desenvolvido pela BHS - Brasil Health Service, é capaz de registrar os medicamentos descartados, através de leitor de código de barras. Além disso, gera manifesto e permite rastreabilidade do processo de coleta até a destinação final dos resíduos coletados, minimizando o impacto deste no Meio Ambiente.